# Pristimantis exoristus
Pristimantis exoristus es una especie de anfibio anuro de la familia Craugastoridae.

## Distribución
Esta especie es endémica de la Cordillera del Cóndor. Habita entre los 665 y 1.830 m sobre el nivel del mar en:
- Ecuador en la vertiente occidental de la provincia de Morona-Santiago;
- Perú en la ladera oriental en la región de Amazonas.[4]

## Descripción
Los machos miden de 15.0 a 16.9 mm y las hembras de 21.3 a 23.5 mm.

## Publicación original
- Duellman & Pramuk, 1999 : Frogs of the genus Eleutherodactylus (Anura: Leptodactylidae) in the Andes of northern Peru. Scientific Papers Natural History Museum the University of Kansas, vol. 13, p. 1-78[5]